# André-François Marescotti
André-François Marescotti (Carouge, 30 aprile 1902 – Ginevra, 18 maggio 1995) è stato un compositore svizzero.

## Biografia
Studiò pianoforte e organo a Ginevra e, successivamente, composizione a Parigi. Si stabilì a Ginevra, dove fu maestro di cappella alla chiesa del Sacro Cuore e professore di pianoforte presso il conservatorio cittadino. Dagli anni quaranta in poi, fu anche professore di orchestrazione e di composizione al medesimo conservatorio e maestro di cappella in St-Joseph.
Ricoprì in patria diverse cariche di organizzazioni musicali. Nel 1963 vinse il Grand Prix de Composition de la ville de Genève.
Assunse fama internazionale soprattutto con il brano virtuosistico per pianoforte Fantasque, composto appositamente per il concorso pianistico di Ginevra del 1939 e mirabilmente interpretato e successivamente inciso da Arturo Benedetti Michelangeli, che vinse quell'edizione. La sua notorietà si consolidò grazie alle commissioni per il concorso musicale di Ginevra e per l'orchestra di Paul Sacher.
La sua produzione è comunque vasta e tra le sue composizioni si possono annoverare brani per pianoforte solo, per orchestra, per coro, per coro e orchestra, per coro e strumenti vari, un concerto per pianoforte e orchestra, musica per ensemble vari, numerosi balletti e musiche da film. Pubblicò anche un manuale d'orchestrazione (1950).